# Warcraft Adventures: Lord of the Clans
WarCraft Adventures: Lord of the Clans est un jeu vidéo d'aventure graphique en pointer-et-cliquer développé par Blizzard Entertainment et Animation Magic de 1996 jusqu’à son annulation en 1998. Le jeu prend place dans l’univers de Warcraft et retrace la quête de l’orc Thrall pour libérer son peuple, réduit à l’esclavage et parqué dans des réserves depuis leur défaite contre les humains dans Warcraft II: Beyond the Dark Portal. Par l’intermédiaire d’une interface graphique en pointer-et-cliquer, le joueur contrôle Thrall et explore le monde de Warcraft, résout des énigmes et discute avec des personnages pour progresser dans le jeu.
Le concept de WarCraft Adventures est imaginé fin 1996 lorsque la société mère du studio Animation Magic suggère à Blizzard Entertainment d’adapter la licence Warcraft en jeu d’aventure. Du fait de son expérience dans ce domaine, les graphismes, les animations et la programmation du jeu sont réalisés par Animation Magic à Boston et à Saint Petersbourg, sous la direction de Blizzard Entertainment qui se charge de la conception. En la matière, l’équipe de développement s'inspire principalement des jeux d’aventures de LucasArts comme The Dig (1995) ou Full Throttle (1995). Blizzard Entertainment rencontre cependant des difficultés pour s’adapter aux particularités du genre et aux contraintes imposées par leur coopération avec Animation Magic. Après un an de développement, le jeu est quasiment terminé mais Blizzard Entertainment n’est pas satisfait du résultat et décide donc de reporter sa sortie (initialement prévue pour fin 1997) puis de recruter le concepteur Steve Meretzky pour le retravailler. Ses propositions d’amélioration ne sont cependant pas compatibles des contraintes budgétaires et calendaires du studio et ses développeurs décident finalement d’abandonner le projet en mai 1998 après 18 mois de travail.
Pendant son développement, WarCraft Adventures bénéficie d’une importante couverture médiatique et son annulation en 1998 provoque le mécontentement des fans et la déception de la presse spécialisé. Après son annulation, son scénario est adapté dans un roman intitulé Warcraft: Lord of the Clans (2001) écrit par Christie Golden qui sert ensuite de prémices au scénario de Warcraft III: Reign of Chaos (2001). Des éléments du jeu sont également repris dans World of Warcraft et dans le film Warcraft : Le Commencement (2016). 
Une version du jeu quasiment terminé est diffusée illégalement sur Internet en septembre 2016. 

## Trame
WarCraft Adventures prend place dans le monde imaginaire médiéval-fantastique d'Azeroth développé dans les deux premiers opus de la série Warcraft. L’action se déroule plusieurs années après les événements décrits dans la campagne des Humains de Warcraft II: Beyond the Dark Portal à la fin de laquelle les Humains parviennent à détruire le portail reliant Azeroth au monde d'origine des Orcs. À la suite de cette victoire, les Orcs restant à Azeroth sont réduits en esclavage et emprisonnés dans des camps par les Humains.

### Personnages
Le joueur contrôle Thrall, un Orc ayant grandi en captivité et éduqué par un humain corrompu, le lieutenant Blackmoore,. Celui-ci est amené à rencontrer le chef de clan orc Warsong - Grom Hellscream - mais aussi des dragons comme Alexstrasza ou Deathwing.

### Scénario
Bien que le jeu ait été annulé, le scénario de WarCraft Adventures a été utilisé comme base au roman Warcraft : le Chef de la rébellion écrit par Christie Golden et publié en octobre 2001. Celui-ci raconte l’histoire de Thrall, un jeune orc élevé en captivité dans un des camps d’emprisonnements de l’Alliance. Le commandant de ce camp - Aedelas Blackmoore – a pour objectif de former Thrall et de le placer à la tête d’une armée d’orcs pour combattre l’Alliance et prendre la place du roi. Le jeune orc est ainsi formé à l’art du combat et de la guerre mais apprend également à lire et à écrire. Thrall réussit à fuir et retrouve les orcs du clan Warsong dirigé par Grom Hellscream. Thrall rejoint ensuite la montagne d’Alderac afin de retrouver son clan d’origine – le clan Frostwolf – où il rencontre le chamane Drek'Thar qui lui montre la voie vers l’ancienne forme du chamanisme orc. Il rencontre ensuite l’ancien chef de guerre de la horde – Orgrim Doomhammer – qui lui raconte comment ses parents ont été trahi et assassiné par Blackhand. Thrall fédère les clans et lève une armée destinée à libérer les orcs encore en captivité. Il attaque la forteresse de Durnholde où se trouvent Rend et Maim Blackhand, ainsi que son geôlier Blackmoore. Il réussit à tuer son ancien maître et à condamner les assassins de son père.

## Système de jeu
WarCraft Adventures devait être un jeu vidéo d’aventure en pointer-et-cliquer inspiré des jeux du même type comme Maniac Mansion: Day of the Tentacle ou Full Throttle. Il devait utiliser un système d'énigme nécessitant des interactions avec les différents personnages du jeu et avec les objets que pouvait trouver Thrall.

## Développement
Le développement du jeu a commencé quelques mois après la sortie de Warcraft II: Beyond the Dark Portal. Du fait de son expérience dans le domaine, le studio Animation Magic était chargé de l’animation, des artworks, de la programmation du moteur du jeu et de l’incorporation des effets sonores alors que de son côté, Blizzard Entertainment s’occupait du design, de la trame du jeu et de l’enregistrement des effets sonores. Après un peu plus d’un an de développement, les aspects techniques du jeu et une grande partie du contenu comme les énigmes, le doublage ou les animations sont quasiment terminés. Blizzard Entertainment doute néanmoins du jeu et recrute alors le créateur des jeux vidéo A Mind Forever Voyaging et The Hitchhiker's Guide to the Galaxy - Steve Meretzky – comme spécialiste du design afin d’aider à retravailler les différentes énigmes et à améliorer la cohésion de celles-ci avec le scénario. Meretzky passe alors deux semaines à travailler avec l’équipe de développement du jeu à l’issue desquels il est décidé que certaines séquences du jeu doivent être réécrites ce qui implique du travail supplémentaire au niveau des animations et du doublage. Cependant, alors que l’Electronic Entertainment Expo de 1998 approche, Blizzard Entertainment s’inquiète que les changements proposés retardent une nouvelle fois la sortie du jeu. Fin 1997, LucasArts a en effet publié Monkey Island III et a déjà annoncé son prochain titre - Grim Fandango – qui disposera d’un moteur 3D. Le producteur du jeu Bill Roper déclarera plus tard que face à cela, WarCraft Adventures paraissait « en retard de 3 ans » et le jeu est donc annulé quelques jours avant l’E3,.

## Postérité
Après l’annulation du jeu, le scénario de WarCraft Adventures donne lieu à un roman appelé Warcraft : Le Chef de la rébellion écrit par Christie Golden et publié en octobre 2001. En 2002, Blizzard Entertainment publie Warcraft III: Reign of Chaos dont la trame principale fait suite au scénario qui devait être développé dans WarCraft Adventures et dans lequel on retrouve celui qui devait être le héros du jeu, Thrall, après que celui-ci ait libéré son peuple.

## Fuite
Le 9 septembre 2016, une version presque complète du jeu a fuité en ligne via l'utilisateur russe "Reidor" sur un forum de jeu. L'origine de la fuite est incertaine, mais semble venir d'une filiale russe d'Animation Magic. Elle est maintenant largement disponible sur les sites de torrents tel que Pirate Bay. Les sous-titres du jeu ont ensuite été traduits en français, espagnol et russe.